# UFC 305
 UFC 305: du Plessis vs. Adesanya   è stato un evento di arti marziali miste tenuto dalla Ultimate Fighting Championship il 18 agosto 2024 alla RAC Arena di Perth, in Australia.

## Risultati
|                                        | Divisione               |                       |                 |                 | Metodo                                      | Round           | Tempo           | Premio          |
| Card Principale                        | Card Principale         | Card Principale       | Card Principale | Card Principale | Card Principale                             | Card Principale | Card Principale | Card Principale |
| -------------------------------------- | ----------------------- | --------------------- | --------------- | --------------- | ------------------------------------------- | --------------- | --------------- | --------------- |
| Sfida valida per il titolo di campione | Pesi medi               | Dricus Du Plessis (c) | batte           | Israel Adesanya | Sottomissione (rear naked choke)            | 4               | 3:38            |                 |
|                                        | Pesi mosca              | Kai Kara-France       | batte           | Steve Erceg     | KO tecnico (pugni)                          | 1               | 4:04            | POTN            |
|                                        | Pesi leggeri            | Dan Hooker            | batte           | Mateusz Gamrot  | Decisione non unanime (28–29, 29–28, 29–28) | 3               | 5:00            | FOTN            |
|                                        | Pesi massimi            | Jairzinho Rozenstruik | batte           | Tai Tuivasa     | Decisione non unanime (29–28, 27–30, 30–27) | 3               | 5:00            |                 |
|                                        | Pesi welter             | Carlos Prates         | batte           | Li Jingliang    | KO (pugno)                                  | 2               | 4:02            | POTN            |
| Card Preliminare                       |                         |                       |                 |                 |                                             |                 |                 |                 |
|                                        | Pesi massimi            | Valter Walker         | batte           | Junior Tafa     | Sottomissione (heel hook)                   | 1               | 4:56            |                 |
|                                        | Pesi piuma              | Ricardo Ramos         | batte           | Joshua Culibao  | Decisione non unanime (29–28, 28–29, 29–28) | 3               | 5:00            |                 |
|                                        | Pesi mosca femminili    | Casey O'Neill         | batte           | Luana Santos    | Decisione unanime (30–27, 30–27, 30–26)     | 3               | 5:00            |                 |
|                                        | Pesi piuma              | Jack Jenkins          | batte           | Herbert Burns   | KO tecnico (ritiro)                         | 3               | 0:48            |                 |
|                                        | Pesi leggeri            | Tom Nolan             | batte           | Alex Reyes      | Decisione unanime (30–27, 30–27, 29–28)     | 3               | 5:00            |                 |
|                                        | Pesi welter             | Song Kenan            | batte           | Ricky Glenn     | Decisione unanime (30–27, 30–26, 29–28)     | 3               | 5:00            |                 |
|                                        | Catchweight (127.5 lbs) | Jesús Santos Aguilar  | batte           | Stewart Nicoll  | Sottomissione tecnica (guillotine choke)    | 1               | 2:39            |                 |

## Premi
I lottatori premiati ricevettero un bonus di 50.000 dollari.
Legenda:
- FOTN: Fight of the Night (vengono premiati entrambi gli atleti per il miglior incontro dell'evento)
- POTN: Performance of the Night (viene premiato il vincitore per la migliore performance dell'evento)